# كاتيا ريمان
كاتيا ريمان (بالألمانية: Katja Riemann)‏ (و. 1963 – م) هي ممثلة، وملحنة، ومغنية من ألمانيا.

## التعليم
تعلمت في جامعة هانوفر للموسيقى والدراما والإعلام ‏

## جوائز
حصلت على جوائز منها:
- كأس فولبي  [لغات أخرى]‏، عن عمل:Rosenstraße (2003)
- صليب وسام الاستحقاق من جمهورية ألمانيا الاتحادية.

## روابط خارجية
- كاتيا ريمان على موقع IMDb (الإنجليزية)
- كاتيا ريمان على موقع ميتاكريتيك (الإنجليزية)
- كاتيا ريمان على موقع روتن توميتوز (الإنجليزية)
- كاتيا ريمان على موقع مونزينجر (الألمانية)
- كاتيا ريمان على موقع قاعدة بيانات الأفلام العربية
- كاتيا ريمان على موقع ألو سيني (الفرنسية)
- كاتيا ريمان على موقع ميوزك برينز (الإنجليزية)
- كاتيا ريمان على موقع أول موفي (الإنجليزية)
- كاتيا ريمان على موقع قاعدة بيانات الأفلام السويدية (السويدية)
- كاتيا ريمان على موقع إن إن دي بي (الإنجليزية)